# Ceratobaeus mainae
Ceratobaeus mainae är en stekelart som beskrevs av Austin 1995. Ceratobaeus mainae ingår i släktet Ceratobaeus och familjen Scelionidae. Inga underarter finns listade i Catalogue of Life.